# Brahim Bourras
Brahim Bourras (en arabe : براهيم بوراس), né le 13 août 1939 à Alger (Algérie), est un footballeur international algérien qui évoluait au poste d'attaquant.

## Biographie
Brahim Bourras joue principalement en faveur de l'ASM Oran, du Stade rennais, et du MC Alger.
Avec le club français du Stade rennais, il joue 30 matchs en Division 1, inscrivant trois buts.
Il reçoit trois sélections en équipe d'Algérie. Il joue notamment un match contre la Tchécoslovaquie en février 1963.